# Силикат железа(II)
Силикат железа(II) — неорганическое соединение, 
соль железа и метакремниевой кислоты с формулой FeSiO3,
коричневые кристаллы,
не растворяется в воде.

## Получение
- В природе встречается минерал ферросилит — FeSiO3 с примесями Ca, Na, K, Al, Co, Ni, Mn, Ti, Cr [1]

- Спекание ортосиликата железа(II) со стехиометрическим количеством оксида кремния(IV) под давлением:

{\displaystyle {\mathsf {Fe_{2}SiO_{4}+SiO_{2}\ {\xrightarrow {950^{o}C,2GPa}}\ 2FeSiO_{3}}}}
- Промышленное получение меди из минерала - халькопирита{\displaystyle {\mathsf {2CuFeS_{2}+5O_{2}+2SiO_{2}\ {\xrightarrow {\ }}2FeSiO_{3}+2Cu+4SO_{2}}}}

## Физические свойства
Силикат железа(II) образует коричневые кристаллы двух модификаций:
- моноклинная сингония, параметры ячейки a = 0,9721 нм, b = 0,9076 нм, c = 0,5227 нм, β = 108,53°.
- ромбическая сингония, параметры ячейки a = 1,8392 нм, b = 0,9079 нм, c = 0,5236 нм.

Не растворяется в воде.